# Brecontia plagipennis
Brecontia plagipennis är en fjärilsart som beskrevs av Dyar 1908. Brecontia plagipennis ingår i släktet Brecontia och familjen tandspinnare. Inga underarter finns listade i Catalogue of Life.